# Álvaro Benito
Álvaro Benito Villar (ur. 10 grudnia 1976 w Salamance) – były hiszpański piłkarz występujący na pozycji pomocnika, a także trener piłkarski i muzyk.

## Życiorys
Grał w młodzieżowych reprezentacjach Hiszpanii; w 1992 roku zdobył srebrny medal na mistrzostwach Europy U-16. Seniorską karierę rozpoczął w 1994 roku w drużynie „C” Realu Madryt. W pierwszym zespole zadebiutował 3 września 1995 roku przeciwko Rayo Vallecano. Ogółem w pierwszej drużynie Realu Madryt rozegrał 21 meczów. W rundzie wiosennej sezonu 1997/1998 grał w CD Tenerife, po czym wrócił do Realu. W sezonie 2002/2003 grał w Getafe CF. W 2003 roku zakończył karierę z powodu doznanej w 1996 kontuzji, która się odnowiła.
Po zakończeniu kariery piłkarskiej został wokalistą i gitarzystą w zespole Pignoise. W 2015 roku został trenerem juniorów Realu Madryt.

## Statystyki ligowe
| Sezon         | Klub          | Liga               | Mecze | Gole |
| ------------- | ------------- | ------------------ | ----- | ---- |
| 1994/1995     | Real Madryt C | Segunda División B | 20    | 1    |
| 1995/1996     | Real Madryt B | Segunda División   | 9     | 1    |
| 1995/1996     | Real Madryt   | Primera División   | 14    | 2    |
| 1996/1997     | Real Madryt   | Primera División   | 7     | 0    |
| 1997/1998 (j) | Real Madryt B | Segunda División B | 3     | 1    |
| 1997/1998 (w) | CD Tenerife   | Primera División   | 2     | 1    |
| 1998/1999     | Real Madryt   | Primera División   | 0     | 0    |
| 1999/2000     | Real Madryt   | Primera División   | 0     | 0    |
| 2000/2001     | Real Madryt   | Primera División   | 0     | 0    |
| 2001/2002     | Real Madryt B | Segunda División B | 11    | 1    |
| 2002/2003     | Getafe CF     | Segunda División   | 6     | 0    |